# Jan II. Portugalský
Jan II. Portugalský, portugalsky João II de Portugal (3. května 1455 – 25. října 1495) byl třináctý portugalský král. Někdy je uváděný s přídomkem Dokonalý (portugalsky O Príncipe Perfeito) nebo Přísný. Narodil se v Lisabonu jako syn Alfonsa V. a jeho manželky Isabely z Coimbry. Jan II. nastoupil na portugalský trůn již roku 1477, poté co jeho otec odstoupil a stáhl se do kláštera, korunován však byl až po otcově smrti v roce 1481.

## Život
V mládí doprovázel svého otce při africkém tažení, během něhož byl pasován na rytíře. V mládí nebyl mezi svými vrstevníky z řad portugalské šlechty příliš oblíbený pro své strohé a autoritářské chování. Po Janově nástupu na trůn se šlechta právem obávala, že bude chtít okleštit její pravomoci a utužit svou osobní moc. Pod vedením vévody Fernanda II. z Braganzy proto začala vyjednávat s Kastilií připravovat povstání. Rozhodný a nemilosrdný Jan však spiklence předešel a naložil se svými skutečnými i domnělými odpůrci mimořádně tvrdě: již roku 1483 nechal setnout v Évoře vévodu z Braganzy Fernanda II. za konspiraci ve prospěch Isabely Kastilské a jeho rodinu poslat do vyhnanství, poté vlastnoručně probodl svého bratrance vévodu Diega z Viseu, který byl současně bratrem Janovy manželky Eleonory, a nechal otrávit ve vězení évorského biskupa Garcíu de Menezes. Obou se zbavil pod záminkou, že plánovali jeho zavraždění. Potrestáno bylo celkem asi 80 šlechticů, z toho mnozí smrtí. Ostatní byli uvězněni nebo vypovězeni ze země.
Království na pokraji bankrotu zachránil daňovou reformou a velmi mu v tom pomohly i příjmy ze zámoří, především zlato z Guiney. Dobývání afrického pobřeží se stává politickou a ekonomickou prioritou. Roku 1484 je objevena řeka Kongo a o čtyři roky později Bartolomeo Diaz obeplouvá Mys dobré naděje. Portugalci dosahují Etiopie a v roce 1498 Indie. Jejich cesty byly zapisovány do tzv. roteiros, přesných lodních záznamů dokumentujících plavbu. Po vleklých jednáních přistupuje Jan II. na rozdělení sfér vlivu mezi Portugalsko a Katolická Veličenstva (Isabela Kastilská a Ferdinand II. Aragonský) smlouvou z Tordesillas.

Dobré vztahy s Katolickými Veličenstvy byly stvrzeny roku 1490 svatbou jediného Janova syna Alfonsa s nejstarší dcerou Katolických Veličenstev Isabelou; Alfonso se tak stal v pořadí druhým dědicem Kastilie a Aragonie po princi Juanovi, synovi Isabely Kastilské a Ferdinanda Aragonského). Nedlouho po svatbě, roku 1491, však zemřel při nehodě (po pádu z koně), ze které jsou podle konspirativních teorií někdy obviňována Katolická Veličenstva.
Po nešťastné smrti jediného milovaného syna se král stáhl do ústraní, celé týdny se uzavíral v izolaci ve vzdálených sídlech a do hlavního města téměř nejezdil. Jeho zdraví začalo slábnout. Na podzim roku 1495 se vypravil léčit k minerálním pramenům, cestou však zemřel.
Vzhledem k tomu, že po sobě nezůstavil následníka, nastoupil na portugalský trůn jeho bratranec (a švagr) Manuel.

## V populární kultuře
- V televizním seriálu Kryštof Kolumbus (1985) ho hraje Max von Sydow.
- Ve filmu Kryštof Kolumbus (1992) ho hraje Mathieu Carrière.
- Objevuje se ve hře Civilization IV (jako João II.), kde vede Portugalce.
- V televizním seriálu Isabel ho hraje Álvaro Monje.

## Potomci
Jan II. uzavřel jediné manželství. Roku 1471 se oženil se svou sestřenicí (dcerou mladšího bratra Janova otce Alfonse V. Fernanda, vévody z Viseu), portugalskou princeznou a vnučkou krále Eduarda I., Eleonorou (1458–1525). Eleonora mu porodila dva syny, mladší z nich však po narození zemřel:
- Alfons (18. května 1475 – 13. července 1491), ⚭ 1490 Isabela (2. října 1470 – 23. srpna 1498), španělská infantka
- Jan (*/† 1483)

Nemanželští potomci
- Jiří z Lancasteru, 3. vévoda z Coimbry (21. srpna 1481 – 22. července 1550)
- Brites Anes de Santarém (1485)

## Vývod z předků
|                     |                         |  |                     |                        |  |  |  |  |  |  |  | Petr I. Portugalský |
|                     |                         |  |                     |                        |  |  |  |  |  |  |  |                     |
|                     | Jan I. Portugalský      |  |                     |                        |  |  |  |  |  |  |  |                     |
|                     |                         |  |                     |                        |  |  |  |  |  |  |  |                     |
|                     |                         |  |                     | Teresa Lourenço        |  |  |  |  |  |  |  |                     |
|                     |                         |  |                     |                        |  |  |  |  |  |  |  |                     |
|                     | Eduard I. Portugalský   |  |                     |                        |  |  |  |  |  |  |  |                     |
|                     |                         |  |                     |                        |  |  |  |  |  |  |  |                     |
|                     |                         |  |                     | Jan z Gentu            |  |  |  |  |  |  |  |                     |
|                     |                         |  |                     |                        |  |  |  |  |  |  |  |                     |
|                     | Filipa z Lancasteru     |  |                     |                        |  |  |  |  |  |  |  |                     |
|                     |                         |  |                     |                        |  |  |  |  |  |  |  |                     |
|                     |                         |  |                     | Blanka z Lancasteru    |  |  |  |  |  |  |  |                     |
|                     |                         |  |                     |                        |  |  |  |  |  |  |  |                     |
|                     | Alfons V. Portugalský   |  |                     |                        |  |  |  |  |  |  |  |                     |
|                     |                         |  |                     |                        |  |  |  |  |  |  |  |                     |
|                     |                         |  |                     | Jan I. Kastilský       |  |  |  |  |  |  |  |                     |
|                     |                         |  |                     |                        |  |  |  |  |  |  |  |                     |
|                     | Ferdinand I. Aragonský  |  |                     |                        |  |  |  |  |  |  |  |                     |
|                     |                         |  |                     |                        |  |  |  |  |  |  |  |                     |
|                     |                         |  |                     | Eleonora Aragonská     |  |  |  |  |  |  |  |                     |
|                     |                         |  |                     |                        |  |  |  |  |  |  |  |                     |
|                     | Eleonora Aragonská      |  |                     |                        |  |  |  |  |  |  |  |                     |
|                     |                         |  |                     |                        |  |  |  |  |  |  |  |                     |
|                     |                         |  |                     | Sancho Kastilský       |  |  |  |  |  |  |  |                     |
|                     |                         |  |                     |                        |  |  |  |  |  |  |  |                     |
|                     | Eleonora z Alburquerque |  |                     |                        |  |  |  |  |  |  |  |                     |
|                     |                         |  |                     |                        |  |  |  |  |  |  |  |                     |
|                     |                         |  |                     | Beatrix z Alburquerque |  |  |  |  |  |  |  |                     |
|                     |                         |  |                     |                        |  |  |  |  |  |  |  |                     |
| Jan II. Portugalský |                         |  |                     |                        |  |  |  |  |  |  |  |                     |
|                     |                         |  |                     |                        |  |  |  |  |  |  |  |                     |
|                     |                         |  | Petr I. Portugalský |                        |  |  |  |  |  |  |  |                     |
|                     |                         |  |                     |                        |  |  |  |  |  |  |  |                     |
|                     | Jan I. Portugalský      |  |                     |                        |  |  |  |  |  |  |  |                     |
|                     |                         |  |                     |                        |  |  |  |  |  |  |  |                     |
|                     |                         |  |                     | Teresa Lourenço        |  |  |  |  |  |  |  |                     |
|                     |                         |  |                     |                        |  |  |  |  |  |  |  |                     |
|                     | Petr Portugalský        |  |                     |                        |  |  |  |  |  |  |  |                     |
|                     |                         |  |                     |                        |  |  |  |  |  |  |  |                     |
|                     |                         |  |                     | Jan z Gentu            |  |  |  |  |  |  |  |                     |
|                     |                         |  |                     |                        |  |  |  |  |  |  |  |                     |
|                     | Filipa z Lancasteru     |  |                     |                        |  |  |  |  |  |  |  |                     |
|                     |                         |  |                     |                        |  |  |  |  |  |  |  |                     |
|                     |                         |  |                     | Blanka z Lancasteru    |  |  |  |  |  |  |  |                     |
|                     |                         |  |                     |                        |  |  |  |  |  |  |  |                     |
|                     | Isabela de Coimbra      |  |                     |                        |  |  |  |  |  |  |  |                     |
|                     |                         |  |                     |                        |  |  |  |  |  |  |  |                     |
|                     |                         |  |                     | Petr II. Urgelský      |  |  |  |  |  |  |  |                     |
|                     |                         |  |                     |                        |  |  |  |  |  |  |  |                     |
|                     | Jakub II. Urgelský      |  |                     |                        |  |  |  |  |  |  |  |                     |
|                     |                         |  |                     |                        |  |  |  |  |  |  |  |                     |
|                     |                         |  |                     | Markéta z Montferratu  |  |  |  |  |  |  |  |                     |
|                     |                         |  |                     |                        |  |  |  |  |  |  |  |                     |
|                     | Isabela z Urgellu       |  |                     |                        |  |  |  |  |  |  |  |                     |
|                     |                         |  |                     |                        |  |  |  |  |  |  |  |                     |
|                     |                         |  |                     | Petr IV. Aragonský     |  |  |  |  |  |  |  |                     |
|                     |                         |  |                     |                        |  |  |  |  |  |  |  |                     |
|                     | Isabela Aragonská       |  |                     |                        |  |  |  |  |  |  |  |                     |
|                     |                         |  |                     |                        |  |  |  |  |  |  |  |                     |
|                     |                         |  |                     | Sibyla z Fortie        |  |  |  |  |  |  |  |                     |
|                     |                         |  |                     |                        |  |  |  |  |  |  |  |                     |